# 文萌樓
文萌樓是位於台灣台北市大同區的前公娼館。2006年台北市文化局指定文萌樓為市定古蹟。

## 建築
文萌樓為硬山擱檁的店屋建築，由多支與牆身垂直的木圓桁支撐樓板和屋面，樓板為木造，分戶承重牆則以紅磚、土角磚、石、木等混和材料砌築，房屋表面為以黃綠色壁毯磁磚與黃褐洗石子搭配的具有防空保護色的「國防磚」，一樓沿街面設寬1.68公尺的騎樓，二樓為「四柱三間式」開窗，窗間柱為紅磚煉瓦砌，窗眉為紅磚平砌，窗檐為出挑檐口，頂層設置女兒牆。一樓的客廳、執業房與屋後端的設備空間由一縱向通道連接，設備空間則有廚房、水缸、置物空間、盥洗室。二樓為管理者的住所以及公娼們的短期宿舍。一樓前中段的執業空間與二樓臥室均為1999年重新裝修的石膏板隔間，牆面貼有碎花壁紙，天井增建部分的隔間為磚牆，屋頂木造閣樓設有通氣樓構造。

## 歷史

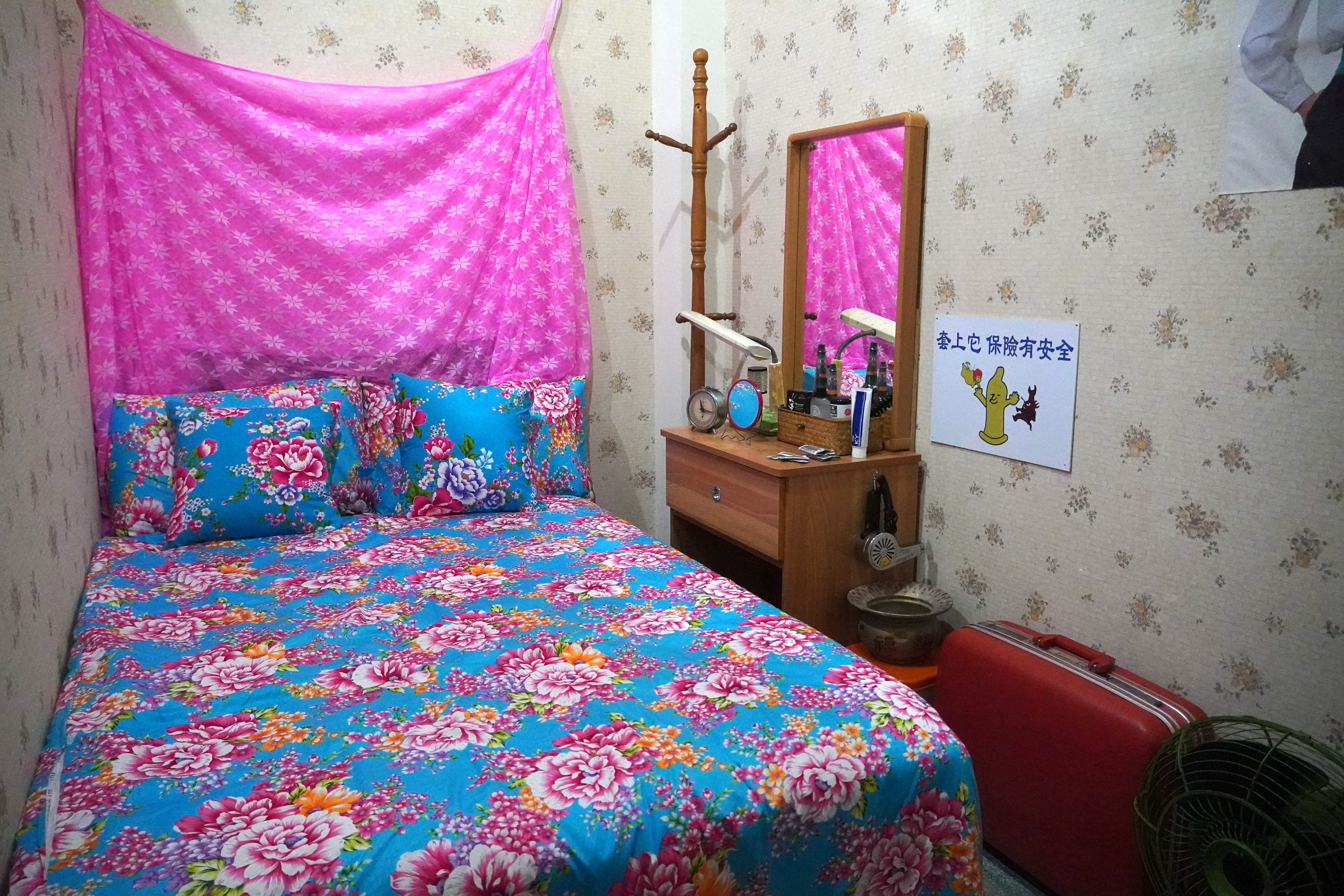
文萌樓內部公娼館執業房

文萌樓之建築始建於1924年，公娼館則成立於1941年，戰後產權收歸國有，由臺灣銀行代管，繼續作為甲級公娼館執業，隸屬於江山樓公娼區，1997年1月停發妓女證後，公娼於同年9月4日在此成立日日春關懷互助協會的前身臺北市公娼自救會，在台北市議會作出緩廢兩年的決議後，1999年3月以乙級公娼館復業，2001年3月隨著正式廢娼而停業。2006年，台北市政府公告指定「歸綏街文萌樓」為台北市市定古蹟，2011年，以330萬元購得文萌樓的新屋主要求租用文萌樓的日日春關懷互助協會遷出文萌樓，雙方一度對簿公堂後和解。文萌樓從2020年5月開始進行修復工程，文化部文資局和台北市政府共補助800萬元，同時建物所有權人投入超過500萬元的維修經費，2022年5月7日完工後舉辦開幕儀式，保留過往營業時的執業室等場景，並規劃公娼文化展示介紹。